# Глибокий мул

«Глибо́кий мул» (івр. יון מצולה, Євен Мецула) — історично-публіцистична праця, присвячена подіям Хмельниччини 1648–1649 років. Автор — заславський рабин Натан Гановер. Видана 1653 року в Венеції гебрейською мовою. Розповідає про причини і перебіг розгрому єврейських громад в Україні козаками Богдана Хмельницького. Тлумачить події через призму юдаїзму та містицизму, які розглядає як муки євреїв, що сповіщають пришестя месії. Заснована на особистих спогадах автора, свідченнях очевидців, переказах єврейських біженців. Перекладено багатьма європейськими мовами. Український переклад що вийшов у 2010 році було зроблено з перекладів польською (Маєр Балабан), англійською (Абрагам Меш) та російською (Саул Боровой). 

## Твір

### Назва
Назва твору є цитатою із 69 Псалма
|  | טָבַעְתִּי בִּיוֵן מְצוּלָה וְאֵין מָעֳמָד בָּאתִי בְמַעֲמַקֵּי מַיִם וְשִׁבֹּלֶת שְׁטָפָתְנִי |

| " | Я загруз у глибокім багні́, і нема на чім стати, ввійшов я до водних глиби́н, — і мене залила́ течія́! (Пс. 69:3) | " |

Гебрейське слово «יון» — мул, трясовина, через тотожність звучання з «יוון» — грек, набуває додаткового сенсу — християнин грецького обряду.
Автор описує рік 1648-й, як рік, про який сповіщав ще цар Давид у своєму пророцтві — «як поєднаються татари з православними, аби знищити Ізраїль, обраний народ» і в книзі згадав всіх тодішніх ворогів єврейського народу в Україні, зокрема Наливайка, Павлюка, Кривоноса та Богдана Хмельницького. Кожна згадка цих імен супроводжується прокляттям — ימ"שׁ (Ямаш скорочення від ימח שמו — хай зітре його ім'я). 
Гановер загалом згадує про 80 тис. загиблих євреїв, 20 тис. узятих у полон татарами й 41 тис. тих, що померли від пошестей й голоду. На думку сучасних істориків, ці цифри є значно перебільшеними. Зараз оцінки вчених коливаються — від десяти до ста тисяч. Єврейська енциклопедія подає 40-50 тисяч загиблих євреїв загалом від бойових дій, голоду та епідемій (як наприклад чума 1652 р.) у Речі Посполитій за максимальними оцінками в період 1648—1667 років. На міжнародній конференції що відбулася 1998 р. в університеті Бар-Ілана за підсумками доповідей було оцінено число жертв від 18 до 20 тисяч.
Сучасні історики ставлять під сумнів хроніки Гановера, проте реальність зазначених подій заперечень не викликає.
Професор Петро Мірчук, член Організації українських націоналістів, почесний член Jewish Identity Center, Chapel of Four Chaplains у Філадельфії і член Єврейсько-Українського Товариства Співпраці в Ізраїлю, колишній політв'язень концтабору вважав, що літописець рабин Гановер проектував біблійні вчинки євреїв над ворогами на Хмельницького та козаків стилем Тори, тобто просто приписав українцям те, що вичитував у книгах Мойсея, про те, що робили колись євреї зі своїми ворогами.
На думку професора Наталії Яковенко, наукового редактора перекладу й автора коментарів українського видання книги, саме з таких текстів як хроніка Гановера й народився поширений міф про споконвічну ворожнечу євреїв і українців. Вона вважає, що текст Гановера не можна використовувати з метою фактографії злочинів проти тогочасної єврейської людності України. Він лише переказує факти й легенди, які ходили між людьми, після та під час описуваних подій, а іноді автор просто «нестримно фантазує».

## Уривки

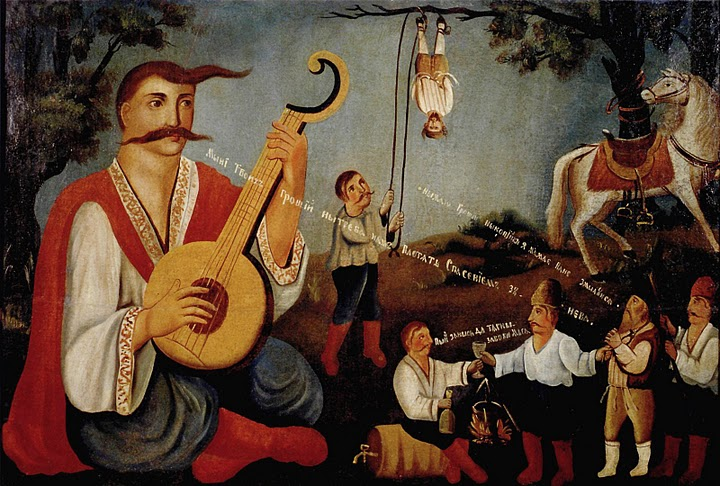
Козаки катують євреїв. Картина 18 століття.

Про причини Хмельниччини:
|  | І було в 5345 від створення світу [1585], і запанував у Польщі Сигізмунд, король шведський... Був він королем милостивим, справедливим, правосудним і доброзичливо ставився до євреїв. У його дні посилилася папська віра в Польщі, тоді як раніше більшість магнатів і найперших панів схилялися до грецької віри і обидві церкви були рівноправні. Так було до воцаріння короля Сигізмунда. Вищезгаданий король став підносити магнатів і панів папської віри і принижувати магнатів і панів грецької віри, так що майже всі православні магнати й пани змінили свою віру і перейшли в папську, а православний народ став все більше убожіти, зробився упослідженим і низьким, і був обернений на кріпаків і слуг поляків і навіть, особливо скажімо, у євреїв. Тільки найбільш відважних серед них взяв собі король до війська - всього близько 30 000 воїнів, за покликанням козаків, і вони були вільні від плати податків королю і панам і були зобов'язані тільки жити на кордоні Русі поблизу країни, де живуть татари, щоб охороняти державу від них, що одвіку були каменем спотикання для Польщі. І завжди була велика ненависть між татарами і православними. Татари воювали із православними, а православні з татарами. Ось чому козаки були звільнені від податків і користувалися вольностями нарівні зі шляхтою, але інша біднота православного народу була поневолена магнатами і панами, вони затьмарювали їхнє життя тягарями і всякими роботами вдома і в полі. І наклали на них пани великі податки, а деякі пани піддавали їх тяжким і гірким мукам, змушуючи їх переходити до папської віри. І так вони були принижені, що майже всі народи, і навіть той народ, що стоїть нижче всіх, володарювали над ними. |

Про розправи козаків над євреями:
|  | Із декого живцем здирали шкіру, а тіло кидали собакам; декого, відрубуючи руки й ноги, кидали на дорогу та переїжджали возами і топтали кіньми; декого, піддавши багатьом тортурам, але не забивши, залишали на вулиці конати у тривалих передсмертних муках: вони плавали у власній крові, аж поки не випускали Духа; ще інших закопували живцем у землю. Ворог різав немовлят у лоні їхніх матерів, а багато дітей було порубано на шматки, немов рибу. Вагітним жінкам розрізали живіт, діставали плід та кидали його в обличчя, а декому до розрізаного живота зашивали живого кота й відрубували руки, аби жінка не могла витягти кота. А ще вішали дітей на груди матерів, або, настромивши на шворінь, смажили на вогні й примушували матерів їсти їхнє м'ясо; іноді з єврейських дітей робили міст і переїжджали по ньому... |